# Oleria escura
Oleria escura är en fjärilsart som beskrevs av Richard Haensch 1903. Oleria escura ingår i släktet Oleria och familjen praktfjärilar. Inga underarter finns listade i Catalogue of Life.